# Jeże (województwo lubuskie)
Jeże (niem. do 1945 Giesen) – wieś w Polsce położona w województwie lubuskim, w powiecie gorzowskim, w gminie Bogdaniec. Według danych z 2012 r. liczyła 60 mieszkańców. Miejscowość została założona w 1771 r. w ramach kolonizacji fryderycjańskiej – zagospodarowania tzw. łęgów warciańskich. Od 1945 r. leży w granicach Polski.
W latach 1975–1998 miejscowość należała administracyjnie do województwa gorzowskiego.

## Położenie
Zgodnie z podziałem fizycznogeograficznym Polski według Kondrackiego teren, na którym położone są Jeże należy do prowincji Niziny Środkowoeuropejskiej, podprowincji Pojezierza Południowobałtyckiego, makroregionu Pradolina Toruńsko-Eberswaldzka oraz w końcowej klasyfikacji do mezoregionu Kotlina Gorzowska.
Miejscowość leży 5 km na południowy zachód od Gorzowa Wielkopolskiego.

## Demografia
Ludność w ostatnich 3 stuleciach:

## Historia
- 1771 - urząd kamery w Gorzowie (Landsberg) osadza 20 kolonistów  nieopodal Wieprzyc wzdłuż wału przeciwpowodziowego, nadając im po 5 mórg ziemi; 12 z tych kolonistów miało jeszcze 25 mórg na obszarze zalewowym za wałem[10]
- 1801 – kolonia liczy 112 mieszkańców i 21 domów; 20 kolonistów posiada po 5 mórg ziemi, 12 z nich 25 mórg poza wałem, jest tu także 4 komorników (chłopów bezrolnych) oraz kuźnia[4]
- 1871 – kolonia liczy 142 mieszkańców i 36 domów[6]

## Nazwa
Giesen 1771; Colonie Giessen 1893; Giesen 1944; Jeże 1948.
Niemiecka nazwa pochodzi od nazwiska pruskiego radcy wojennego, generała Giessen, prowadzącego prace przy obwałowaniu Warty.

## Administracja
Miejscowość jest siedzibą sołectwa Jeże.

## Edukacja i nauka
Dzieci uczęszczają do szkoły podstawowej w Lubczynie, zaś młodzież do gimnazjum w Bogdańcu.

## Religia
Miejscowość przynależy do parafii rzymskokatolickiej pw. Trójcy Świętej w Gorzowie.